# Irisació

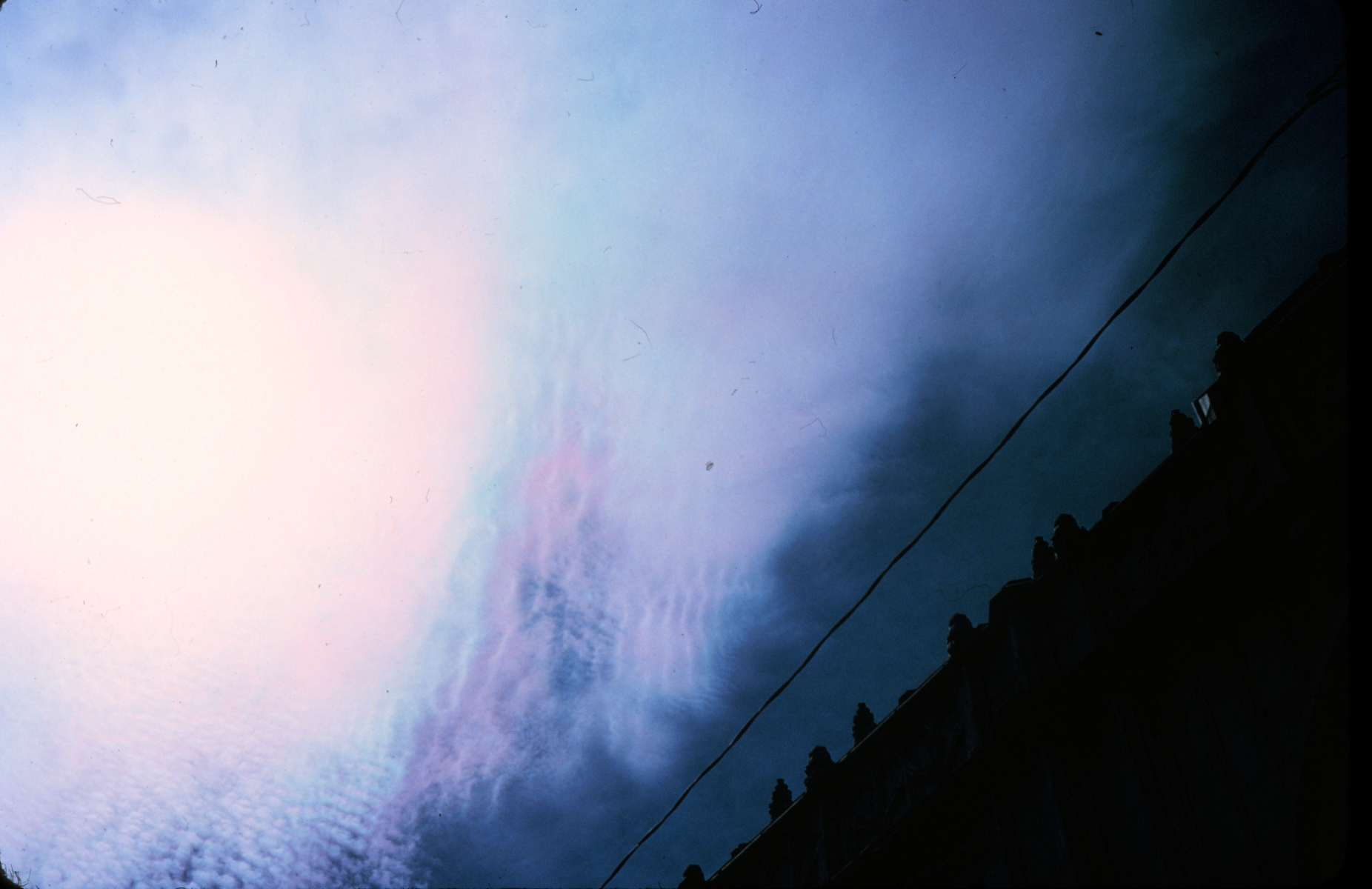
Irisació

Irisació és un fenomen òptic meteorològic que s'identifica quan alguns núvols mitjans o alts adquireixen coloració semblant a la de l'iris de l'ull. Es considera que es produeix per difracció de la llum solar o lunar, en rasar les gotes líquides o els cristalls de glaç. Les irisacions són habituals en els cirrocúmuls i en les vores més primes dels altocúmuls. Rarament es poden observar en estratocúmuls molt prims.
Els colors apareixen barrejats o amb bandes sensiblement paral·leles als contorns dels núvols. Els colors que hi dominen són el verd i el rosa, sovint amb matisos pastel o similar al color nacre.